# Richard Gómez
Richard Frank Gómez y Icasiano (7 de abril de 1966, Manila) es un actor, cantante, comediante, modelo, deportista, presentador de televisión y director filipino. Es uno de los actores más famosos del cine filipino.

## Biografía
Gómez fue criado por su abuela. Antes de su entrada en el mundo del espectáculo, trabajó en la cadena de comidas rápida McDonalds. Su sueño se hizo realidad cuando comenzó su carrera como modelo. Después de modelar, siguió una carrera como actor. Su madre, es también actriz, que trabajó en la década de los años 60 en el cine filipino. Su prima es la actriz Stella Suárez, Jr. alias Pinky Suárez, que fue adoptada por sus padres y criada como su hermana. Su padre es de ascendencia española y mexicana.

## Vida personal
Actualmente está casado con la actriz y modelo Lucy Torres.

## 1990
- Kapag Langit Ang Humatol
- Nagsimula Sa Puso
- Hanggang Saan ang Tapang mo

## 1991
- Ang Siga at Ang Sosyal
- Lumayo Ka Man Sa Akin
- Hihintayin Kita Sa Langit
- Buurahin Kita sa Mundo

## 1992
| - Para Sa Iyo Ang Huling Bala Ko - Akin Ang Pangarap Ko - Ngayon At Kailanman - Iisa Pa Lamang - Ikaw Pa Lang Ang Minahal - Paminsan-minsan - I Want To Live - Dahas - Shake, Rattle & Roll 2 - Lover's Delight - Kapag Langit Ang Humatol | - Nagsimula Sa Puso - Dyesebel - Impaktita - Rape of Virginia P. - Isang Araw Walang Diyos - Nagbabagang Luha - Rosenda - Fly Me To The Moon (with Tito, Vic & Joey) - Tuklaw - Super Islaw - Hanggang saan ang tapang mo (w/ cristina gonzales and george estregan jr) |

### Televisión
| Año       | Título                               | Personaje                  | Canales     |
| 2010      | Claudine Presents: Laya              | TBA                        | GMA Network |
| 2010      | Family Feud Season 2                 | Host                       | GMA Network |
| 2009      | The Sweet Life                       | Guest                      | QTV         |
| 2009      | Everybody Hapi                       | Johnny (guest appearances) | TV5         |
| 2009      | Talentadong Pinoy                    | Guest Judge                | TV5         |
| 2009      | All About Eve                        | Frederico Gonzales         | GMA Network |
| 2008–2009 | Family Feud (Philippine Edition)     | Host                       | GMA Network |
| 2008      | Obra                                 | Guest appearance           | GMA Network |
| 2008      | Codename: Asero                      | Frederico Gonzales         | GMA Network |
| 2008      | The Sweet Life                       | Guest TV director          | QTV         |
| 2007–2008 | Marimar                              | Renato Santibáñez          | GMA Network |
| 2006–2007 | Captain Barbell                      | Viel Villain / The General | GMA Network |
| 2006      | Encantadia: Pag-ibig Hanggang Wakas  | Raquim                     | GMA Network |
| 2005      | Encantadia                           | Raquim                     | GMA Network |
| 1998–2008 | S Files                              | Host                       | GMA Network |
| -         | Lagot Ka.. Isusumbong Kita!          | Ric                        | GMA Network |
| 2002–2003 | Ang Iibigin Ay Ikaw                  | Waldo Sandoval             | GMA Network |
| -         | Your Honor                           | TBA                        | ABS CBN     |
| -         | Richard Loves Lucy                   | Richard                    | ABS CBN     |
| 1995      | ASAP                                 | Co-host                    | ABS CBN     |
| -         | Tondominium                          |                            | TV5         |
| -         | Just the 3 of us                     |                            | Solar TV    |
| -         | ATM (Annette Tonyboy & Maria         |                            | Solar TV    |
| -         | Anf Boyfriend Kong Mamaw             |                            | IBC-13      |
| 1986–1987 | Always Snooky (Musical Variety Show) | Co-host                    | ABS CBN     |
|           | Palibhasa Lalake                     |                            | ABS CBN     |

## Premios y nominaciones

### Películas
- FAMAS premio al mejor actor por Filipinas - Nominado
- Premio al Mejor Actor FAMAS Dahas para - Won
- FAP Premio al mejor actor por Dahas - Ganó (empatado con Fernando Poe Jr.'s Kahit Butas Karayom ng)
- Premio Gawad Urian al mejor actor por Dahas - Nominado
- Premio Gawad Urian al mejor actor de Espera - Won
- Premio Gawad Urian al mejor actor por Ikaw Sa Ang Lahat Akin - Nominado
- Premio Gawad Urian al mejor actor por El hombre Naroroon Saan Ka - Won
- Premio Gawad Urian al mejor actor por Nagsimula Sa Puso - Nominado
- Premio Gawad Urian al mejor actor por Hihintayin Kita Langit Sa - Won
- MMFF 1995 al mejor actor por Dahas - Won

Premios * Estrella de Cine: Actor del Año por Dahas en 1996 - Ganó

### Televisión
- Premios Estrella de Televisión 2009: Mejor presentador de televisión "Family Feud edición de Filipinas" - Won

### Deportes
- 2005 Juegos del Sudeste Asiático para la esgrima (equipo masculino de espada) - Medalla de Oro